# Акцептованный вексель
Акцептованный вексель (англ. acceptance bill) — вексель (счёт) с обязательством оплатить его при предъявлении и наступлении обусловленного срока, указанного в этом документе, или имеющий согласие банка гарантировать оплату указанной в нём суммы. Акцептованный вексель обычно оформляется надписью типа «акцептован», «принят», «обязуюсь оплатить» или просто подписью плательщика на его оплату. Плательщик становится акцептантом — главным вексельным должником, отвечающим за его оплату в установленный срок. В случае неплатежа держатель векселя имеет право на прямой иск против акцептанта. В соответствии с Женевской конвенцией о единообразном законе о векселях акцепт должен быть безусловным, но он может быть ограничен частью вексельной суммы.